# Chula Vista-River Spur
Chula Vista-River Spur és una concentració de població designada pel cens dels Estats Units a l'estat de Texas. Segons el cens del 2000 tenia 400 habitants.

## Demografia
Segons el cens del 2000, Chula Vista-River Spur tenia 400 habitants, 105 habitatges, i 89 famílies. La densitat de població era de 280,8 habitants per km².
Dels 105 habitatges en un 54,3% hi vivien nens de menys de 18 anys, en un 63,8% hi vivien parelles casades, en un 13,3% dones solteres, i en un 14,3% no eren unitats familiars. En l'11,4% dels habitatges hi vivien persones soles el 2,9% de les quals corresponia a persones de 65 anys o més que vivien soles. El nombre mitjà de persones vivint en cada habitatge era de 3,81 i el nombre mitjà de persones que vivien en cada família era de 4,17.
Per edats la població es repartia de la següent manera: un 38,8% tenia menys de 18 anys, un 9,5% entre 18 i 24, un 27% entre 25 i 44, un 20,8% de 45 a 60 i un 4% 65 anys o més.
L'edat mediana era de 27 anys. Per cada 100 dones de 18 o més anys hi havia 99,2 homes.
La renda mediana per habitatge era de 18.438 $ i la renda mediana per família de 25.764 $. Els homes tenien una renda mediana de 40.000 $ mentre que les dones 13.523 $. La renda per capita de la població era de 7.283 $. Aproximadament el 34,6% de les famílies i el 35,9% de la població estaven per davall del llindar de pobresa.

## Poblacions més properes
El següent diagrama mostra les poblacions més properes.